# Miramichi—Grand Lake
Circonscription électorale fédérale du Canada
Miramichi—Grand Lake est une circonscription électorale fédérale canadienne au Nouveau-Brunswick. Elle comprend:
- Le comté de Northumberland
- Une partie du comté de Kent, incluant le village de Rogersville, les paroisses d'Acadieville, Carleton, Harcourt, Huskisson et Weldford, ainsi que la réserve indienne de Richibouctou 15
- Une partie du Queens, incluant les villages de Chipman et de Minto, la paroisse de Chipman et une partie de la paroisse de Canning
- Une partie du comté de Sunbury, incluant la paroisse de Northfield et d'une partie de la paroisse de Maugerville
- Une partie du comté de York

La circonscription apparue lors du redécoupage de 2012 d'une partie des circonscriptions de Miramichi, Fredericton, Beauséjour et de Tobique—Mactaquac.
Les circonscriptions limitrophes sont Acadie—Bathurst, Madawaska—Restigouche, Tobique—Mactaquac, Fredericton, Fundy Royal et Beauséjour.

## Députés
| Législature                                                                           | Années       | Député | Député         | Parti        |
| ------------------------------------------------------------------------------------- | ------------ | ------ | -------------- | ------------ |
| Miramichi—Grand Lake issue de Miramichi, Fredericton, Beauséjour et Tobique—Mactaquac |              |        |                |              |
| 42e                                                                                   | 2015–2019    |        | Pat Finnigan   | Libéral      |
| 43e                                                                                   | 2019–2021    |        | Pat Finnigan   | Libéral      |
| 44e                                                                                   | 2021–2025    |        | Jake Stewart   | Conservateur |
| 45e                                                                                   | 2025–Présent |        | Michael Dawson | Conservateur |

## Résultats électoraux
Modèle:Élection générale canadienne de 2025 — Miramichi—Grand Lake
|       | Candidat             | Parti        | # de voix | % des voix |
|       | Tilly O'Neill-Gordon | Conservateur | +12 476,  | 34,31 %    |
|       | Pat Finnigan(X)      | Libéral      | +17 202,  | 47,31 %    |
|       | Patrick Colford      | NPD          | +05 588,  | 15,37 %    |
|       | Matthew Ian Clark    | Vert         | +01 098,  | 3,02 %     |
| Total | Total                | Total        | 36 364    | 100 %      |